# Бараниха (Архангельская область)
Бараниха — посёлок в Верхнетоемском муниципальном округе Архангельской области России.

## География
Посёлок находится в юго-восточной части Архангельской области, в подзоне средней тайги, в пределах северной окраины Восточно-Европейской равнины, на берегах реки Нюгмас, на расстоянии примерно 48 километров (по прямой) к юго-западу от села Верхняя Тойма, административного центра округа.

### Часовой пояс
Бараниха, как и вся Архангельская область, находится в часовой зоне МСК (московское время). Смещение применяемого времени относительно UTC составляет +3:00.

## Население
| 2002 | 2010 |
| ---- | ---- |
| 0    | →0   |